# Nazaria Ignacia
Santa Nazaria Ignacia March Mesa (Madrid, 10 de enero de 1889 - Buenos Aires, 6 de julio de 1943), de nombre religioso Nazaria de Santa Teresa, fue una religiosa católica española, pasó la mayor parte de su vida de apostolado en Bolivia donde fundó el Instituto de las Misioneras Cruzadas de la Iglesia. Es venerada como santa en la Iglesia católica, cuya memoria celebra el 6 de julio.

## Biografía
Nazaria Ignacia March Mesa nació el 10 de enero de 1889, en Madrid (España), en el seno de una familia obrera. Sus padres fueron José March y Nazaria Mesa. Por motivos económicos tuvieron que trasladarse a México. Allí ingresó a la Congregación de las Hermanitas de los Ancianos Desamparados. El día de su profesión religiosa tomó el nombre de Nazaria de Santa Teresa. En 1912 como su primer destino fue enviada a Oruro (Bolivia), donde se dedicó durante doce años al cuidado de personas ancianas. 
En 1920, mientras realizaba sus ejercicios espirituales, sintió la vocación de fundar una nueva congregación religiosa, con el fin de portar el estandarte de la Cruz. De esa manera, el 16 de junio de 1925, sale de las Hermanitas de los Ancianos Desamparados y funda la Congregación de Misioneras de la Cruzada Pontificia, pues en palabras de la misma fundadora, sus religiosas tenían que «emprender una cruzada de amor en torno a la Iglesia». Su misión específica la desempañaban en las escuelas y otros tipos de actividades pastorales, con una espiritualidad marcadamente ignaciana.
En 1927 profesaron las primeras religiosas y tres años más tarde, Nazaria fue elegida superiora general. Durante su gobierno, ella misma se encargó de difundir la congregación en Bolivia, Argentina, Uruguay y España. En la actualidad la congregación tiene presencia en 21 países de los cuatro continentes.
En 1933 organizó a las mujeres de los mercados y comercios de Oruro para formar el primer sindicato obrero femenino de Bolivia.
En 1936, durante la Guerra Civil Española, fue apresada junto a varias de compañeras para ser ajusticiadas por su condición de religiosas. Sin embargo, gracias a la mediación de los consulados de Argentina y Uruguay fueron deportadas.
Trasladada a Argentina, Nazaria Ignacia murió en Buenos Aires el 6 de julio de 1943. Su cuerpo fue trasladado a Oruro en 1972, como pidió antes de su muerte.

## Culto
La muerte de Nazaria Ignacia no pasó desapercibida por la población que vivía en torno al monasterio donde vivía. Su labor por la Iglesia dejó una huella en medio de quienes la conocieron. Esa fama, luego de su muerte, se convirtió en devoción. Razón por la cual, las Misioneras Cruzadas de la Iglesia introdujeron el proceso diocesano en pro de su beatificación.

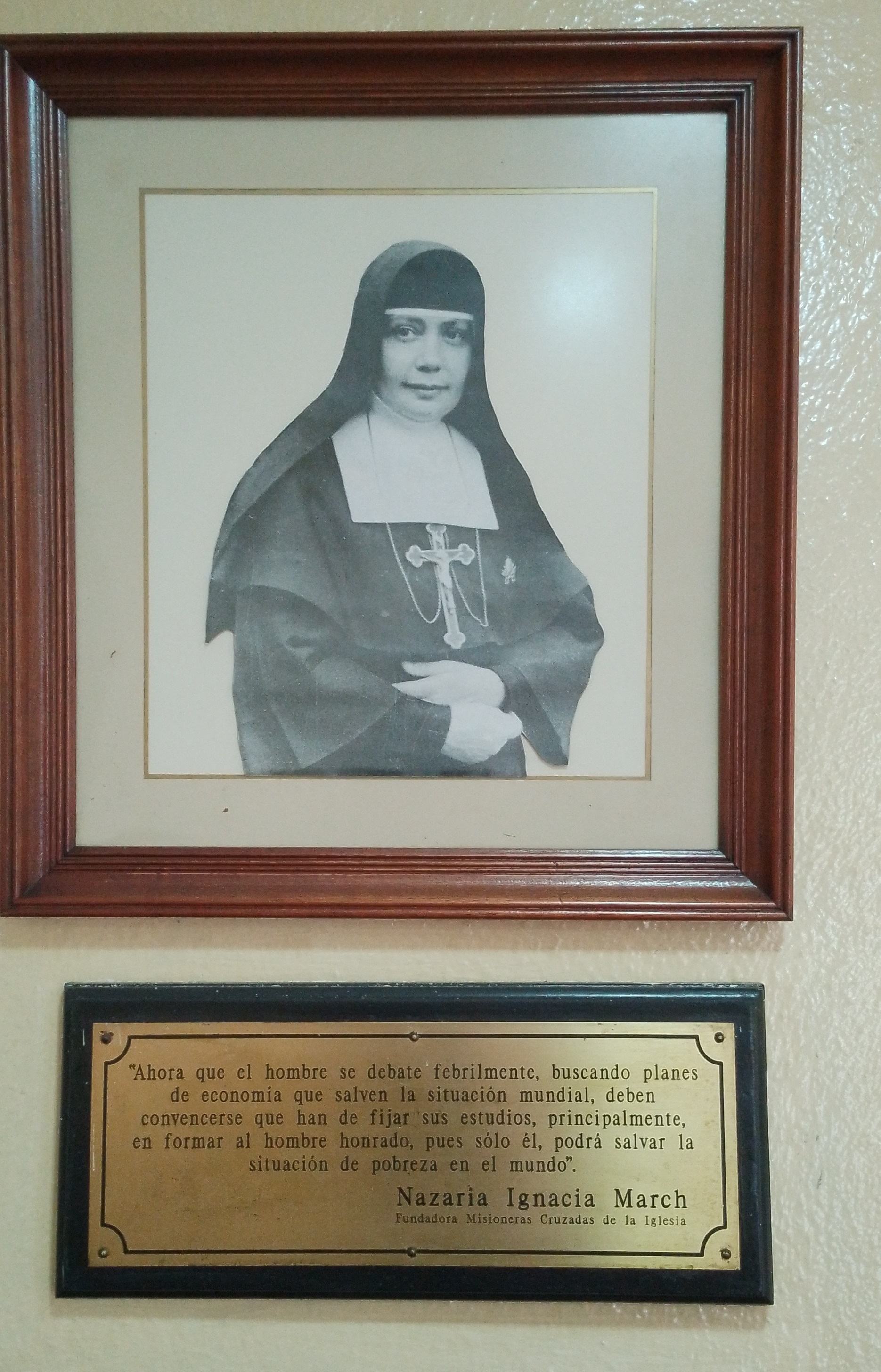
Retrato de santa Nazaria Ignacia con placa descriptiva en la escuela María Goretti de Santa Cruz, Bolivia

El papa Juan Pablo II la declaró venerable el 1 de septiembre de 1988. El mismo pontífice la beatificó el 27 de septiembre de 1992, en el contexto del V Centenario de la Evangelización de América. El Martirologio romano recoge su memoria el 6 de julio. Sus reliquias se veneran en la casa madre de la congregación de Oruro. La Congregación de las Misioneras Cruzadas de la Iglesia han difundido su devoción en 21 países del mundo donde hacen presencia. En Bolivia, estas religiosas entregaron 40 Reliquias oficiales de la beata a la Conferencia Episcopal Boliviana (CEB).
El 14 de octubre de 2018 el papa Francisco canonizó a 6 beatos, dentro de los cuales se encuentra la hermana Nazaria Ignacia March Mesa durante el Sínodo de los Obispos.